# Whyalla

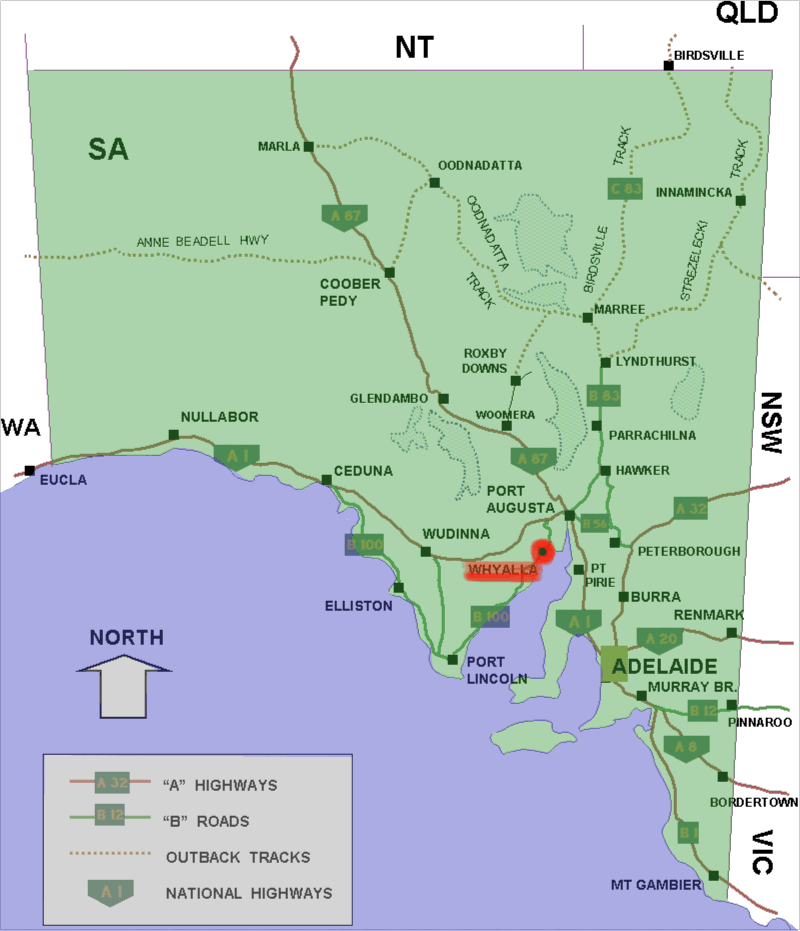
Whyalla in South Australia

Whyalla este un oraș cu ca. 30.000 de locuitori din statul South Australia, Australia. El se află situat la ca. 75 de km de Port Augusta și 390 km de Adelaide pe coasta australiană de sud-vest.
In ultimii ani are loc o reducere a numărului de locuitori prin regresul suferit de industria metalurgică, aici în apropiere de coastă se pot observa între lunile mai și septembrie sepiile uriașe (Sepia apama) care pot atinge o lungime de 60 de cm. 